# Tyler West
Tyler Mark West (Sutton, Londres, 1 de abril de 1996) es un presentador de radio y televisión y DJ británico. Comenzó su carrera presentando varios programas en CBBC y actualmente presenta las tardes de los días laborables en Kiss FM. En 2022 fue concursante de la vigésima temporada de Strictly Come Dancing.

## Vida y carrera
Tyler Mark West nació el 1 de abril de 1996 en Sutton, al sur de Londres. Su madre, Debbie, trabaja para el NHS. Estudió en el Carshalton Boys Sports College. Desde muy joven empezó a jugar al balonmano y representó al equipo nacional de Gran Bretaña. Comenzó su carrera de entretenimiento en la televisión infantil presentando varios programas en CBBC, como Match of the Day Kickabout y otros reportajes del canal. Luego, en 2017, West comenzó a presentar MTV News, cubriendo entretenimiento y noticias de tendencia semanalmente. En 2018, West se convirtió en uno de los presentadores del juego de trivial en vivo HQ Trivia y, entre agosto y noviembre, presentó su propio podcast Every Day Hustle, en el que West hablaba con un nuevo invitado cada semana sobre su viaje para convertirse en creadores, emprendedores e inventores.
En 2019, West se unió a la cadena de radio Kiss FM como presentador, inicialmente presentando la franja horaria de 7 a 11pm entre lunes y jueves. Seis meses más tarde, comenzó a presentar en Kiss Drive Time de 16:00 a 19:00 de lunes a viernes, lo que ha seguido haciendo desde entonces. En 2020, West presentó el podcast de Celebrity Ex on the Beach en MTV y copresentó el programa en directo de la alfombra roja de los Premios BAFTA en colaboración con Facebook. En 2021, West comenzó a presentar Flat Out Fabulous en BBC Three, un programa de diseño de interiores para millennials junto a la cantante y diseñadora de interiores Whinnie Williams. También fue anunciado como presentador de la serie en línea The MTV Movie Show.
En agosto de 2022, se anunció que West competiría en la vigésima temporada del concurso de la BBC, Strictly Come Dancing, siendo emparejado con la bailarina profesional Dianne Buswell. Ambos fueron eliminados el 20 de noviembre en la novena semana de competencia. Mientras competía en el programa, corrió el Maratón de Londres de 2022 en un tiempo de 5 horas y 25 minutos, compitiendo para recaudar fondos para la organización benéfica UK Youth. En octubre de 2023, participó en la cuarta semana de la séptima temporada de Richard Osman's House of Games.

## Vida personal
En marzo de 2023, West confirmó que estaba saliendo con la también concursante de Strictly Come Dancing, Molly Rainford.